# Віка Жигуліна
Віка Жигуліна (рум. Vika Jigulina; нар.. 18 лютого 1986) — молдавсько-румунська співачка, продюсерка та діджейка.

## Життєпис і кар'єра
Вікторія Корнєва народилася в місті Кагулі на півдні Молдовської РСР в СРСР. У 2000 році перебралася до Тімішоару в Румунії і там продовжила своє навчання. Виступала в різних клубах Бухареста. З'являлася як гостя на різних румунських радіостанціях. У 2010 році стала повноправною громадянкою Румунії. В даний час працює ді-джейкою на радіостанціях Radio 21 Romania та Vibe FMuaen.
Співпрацювала з такими виконавцями, як ATB, Tomcraft, Стів Анжело, Себастьян Інгроссо тощо. Найбільш відома за своїм міжнародним хітом «Stereo Love», створеним спільно з румунським продюсером Едвардом Майя. 29 вересня 2012 року відбувся випуск дебютного сольного синглу Жигуліної, «Memories».
У березні 2012 року з'явилася на обкладинці румунської версії журналу Playboy.

## Сингли

### Провідна артистка
| Назва                                                             | Рік  | Найвища позиція в чартах | Найвища позиція в чартах | Найвища позиція в чартах | Найвища позиція в чартах | Найвища позиція в чартах | Найвища позиція в чартах | Найвища позиція в чартах | Найвища позиція в чартах | Найвища позиція в чартах | Найвища позиція в чартах | Найвища позиція в чартах | Сертифікації | Альбом               |
| Назва                                                             | Рік  | BEL                      | CAN                      | FRA                      | GER                      | IRE                      | NLD                      | SPA                      | SWE                      | SWI                      | UK                       | US                       | Сертифікації | Альбом               |
| ----------------------------------------------------------------- | ---- | ------------------------ | ------------------------ | ------------------------ | ------------------------ | ------------------------ | ------------------------ | ------------------------ | ------------------------ | ------------------------ | ------------------------ | ------------------------ | --- | -------------------- |
| «Stereo Love» (з Едвардом Майя)                                   | 2009 | 2                        | 19                       | 1                        | 4                        | 1                        | 5                        | 1                        | 1                        | 2                        | 4                        | 16                       | - BEL: Золотий - CAN: 2x Платиновий - GER: Платиновий - SPA: 2× Платиновий - SWE: Платиновий - SWI: Платиновий - UK: Золотий - US: Platinum | The Stereo Love Show |
| «Memories»                                                        | 2012 | —                        | —                        | —                        | —                        | —                        | —                        | —                        | —                        | —                        | —                        | —                        | | Неальбомні сингли    |
| «Love of My Life» (з Едвардом Майя)                               | 2014 | —                        | —                        | —                        | —                        | —                        | —                        | —                        | —                        | —                        | —                        | —                        | | Неальбомні сингли    |
| «—» означає, що сингл не потрапив до чартів або не був випущений. |      |                          |                          |                          |                          |                          |                          |                          |                          |                          |                          |                          | |                      |

### Запрошена виконавиця
| Назва                                                                                 | Рік  | Найвища позиція в чартах | Найвища позиція в чартах | Найвища позиція в чартах | Найвища позиція в чартах | Найвища позиція в чартах | Найвища позиція в чартах | Найвища позиція в чартах | Найвища позиція в чартах | Найвища позиція в чартах | Найвища позиція в чартах | Найвища позиція в чартах | Альбом               |
| Назва                                                                                 | Рік  | BEL                      | CAN                      | FRA                      | GER                      | IRE                      | NLD                      | SPA                      | SWE                      | SWI                      | UK                       | US                       | Альбом               |
| ------------------------------------------------------------------------------------- | ---- | ------------------------ | ------------------------ | ------------------------ | ------------------------ | ------------------------ | ------------------------ | ------------------------ | ------------------------ | ------------------------ | ------------------------ | ------------------------ | -------------------- |
| «This Is My Life» (з Евард Майя)                                                      | 2010 | 12                       | —                        | 2                        | —                        | —                        | 42                       | —                        | 58                       | 43                       | —                        | —                        | The Stereo Love Show |
| «Desert Rain» (з Евард Майя)                                                          | 2011 | —                        | —                        | —                        | —                        | —                        | —                        | —                        | —                        | —                        | —                        | —                        | Неальбомний сингл    |
| «Mono in Love» (з Евард Майя)                                                         | 2012 | —                        | —                        | —                        | —                        | —                        | —                        | —                        | —                        | —                        | —                        | —                        | The Stereo Love Show |
| «—» означає, що сингл не потрапив до чартів або не був випущений на певній території. |      |                          |                          |                          |                          |                          |                          |                          |                          |                          |                          |                          |                      |